# Gran Premio di Città del Messico 2023
Il Gran Premio di Città del Messico 2023 è stata la diciannovesima prova della stagione 2023 del campionato mondiale di Formula 1. La gara si è corsa domenica 29 ottobre all'Autodromo Hermanos Rodríguez di Città del Messico ed è stata vinta dall'olandese Max Verstappen su Red Bull Racing-Honda RBPT, al cinquantunesimo successo in carriera; Verstappen ha preceduto all'arrivo il britannico Lewis Hamilton su Mercedes e il monegasco Charles Leclerc su Ferrari.
All'intero weekend di gara hanno assistito 400 639 spettatori, allora nuovo record per il Gran Premio di Città del Messico all'Autodromo Hermanos Rodríguez. Il precedente primato apparteneva all'edizione precedente del 2022, caratterizzata da una presenza di 395 902 spettatori nel fine settimana.

## Vigilia

### Aspetti tecnici
Per questo Gran Premio la Pirelli, fornitore unico degli pneumatici, offre la scelta tra gomme di mescola C3, C4 e C5, la tipologia di mescole più morbide che caratterizzano l'intera gamma messa a disposizione dall'azienda fornitrice degli pneumatici per il campionato. La Pirelli nomina questa tipologia per la prima volta dall'edizione inaugurale del Gran Premio nel 2021. Essa viene scelta per la nona volta in stagione, e per la prima volta dal Gran Premio di Singapore. Prima del Gran Premio del Qatar, la Pirelli nomina allo stesso tempo la tipologia di pneumatici disponibili per il successivo Gran Premio di San Paolo. Nella prima sessione di prove libere viene provata una nuova mescola C4 con l'obiettivo di ridurre il graining e garantire maggior resistenza meccanica.
La Federazione conferma le tre zone per l'utilizzo del Drag Reduction System stabilite nella prima edizione della corsa quando, con tale denominazione, il Gran Premio debuttò nel calendario del campionato mondiale di Formula 1. Sul circuito sede della gara, l'Autodromo Hermanos Rodríguez, in passato tracciato ospitante di venti edizioni valide per il mondiale di Formula 1 del Gran Premio del Messico, vengono fissate tre zone per l'utilizzo del dispositivo mobile. La prima e la seconda zona sono stabilite, rispettivamente, sul lungo rettilineo dei box e nel tratto compreso tra la curva 3 e la curva 4, con un unico detection point, fissato all'uscita della curva 15. La terza zona è stabilita tra la curva 11 e la curva 12, con detection point stabilito dopo la curva 9. Nell'edizione precedente del 2022, il punto di attivazione del dispositivo mobile per la zona lungo il rettilineo dei box fu spostato più indietro, così come il punto di attivazione per la zona compresa tra la curva 3 e la curva 4.
La Federazione ha anche analizzato le zone del DRS durante il 2022, introducendo cambiamenti per il 2023 al fine di facilitare i sorpassi o renderli più difficili in alcuni circuiti in cui si riteneva che la zona in cui utilizzare il dispositivo mobile fosse troppo facile o difficile al fine di effettuare un sorpasso. L'Autodromo Hermanos Rodríguez non rientra tra i tracciati oggetto di queste modifiche. L'organo mondiale dell'automobilismo stabilische che se un pilota passa completamente dietro il cordolo bianco e rosso all'apice della curva 11 deve ricongiungersi alla pista tenendosi a destra della prima disposizione dei blocchi di polistirene e poi completamente a sinistra del secondo blocco di polistirolo parallelo all'uscita della curva. Rispetto all'edizione del 2022, il circuito è oggetto di due modifiche. Vengono rimosse le barriere di protezione TecPro sul lato sinistro tra la curva 4 e la curva 5, e la combinazione di cordoli sul lato sinistro, alla curva 4.
La Federazione comunica che, secondo l'articolo 23.7 del regolamento sportivo, i rappresentanti delle squadre che partecipano alla riunione della giornata del giovedì alle ore 18:00 sono esenti dai requisiti previsti nell'articolo, esclusivamente allo scopo di partecipare a tale riunione. Nella notte del mercoledi, l'AlphaTauri utilizza il primo dei quattro coprifuochi concessi durante la stagione per effettuare le operazioni sulle proprie vetture, mentre nella notte del giovedì è la Haas ad utilizzare il primo dei tre coprifuochi concessi. Entrambe le scuderie non ricevono sanzioni. Prima dell'inizio della terza sessione di prove libere del sabato, la direzione gara comunica che non viene reso disponibile un set aggiuntivo di pneumatici intermedi, alla luce delle previsioni meteo, prima delle qualifiche.
Prima dell'inizio della prima sessione di prove libere del venerdì, sulla vettura di Yuki Tsunoda viene installata la quinta unità relativa al motore a combustione interna, al turbocompressore, all'MGU-H e all'MGU-K, la terza unità relativa al sistema di recupero dell'energia e all'unità di controllo elettronico, e la settima unità relativa all'impianto di scarico. Sulla vettura di Max Verstappen viene installata la sesta unità relativa all'impianto di scarico. Il pilota giapponese dell'AlphaTauri è costretto a partire dal fondo dello schieramento in quanto i primi sei nuovi componenti installati superano quelli utilizzabili nel numero massimo stabilito dal regolamento tecnico, mentre il pilota olandese della Red Bull Racing non è penalizzato sulla griglia di partenza in quanto il nuovo componente installato rientra tra quelli utilizzabili nel numero massimo stabilito dal regolamento tecnico. Sulla vettura di Fernando Alonso viene installata la quarta scatola del cambio e la quarta trasmissione, mentre sulla vettura di Tsunoda la quinta unità di entrambi i componenti. Il pilota spagnolo dell'Aston Martin non è penalizzato sulla griglia di partenza in quanto i due nuovi componenti installati rientrano tra quelli utilizzabili nel numero massimo stabilito dal regolamento tecnico, mentre Tsunoda è penalizzato in quanto i due nuovi componenti installati superano quelli utilizzabili nel numero massimo stabilito dal regolamento tecnico.

### Aspetti sportivi
Il Gran Premio rappresenta il diciannovesimo appuntamento stagionale a distanza di una settimana dalla disputa del Gran Premio degli Stati Uniti d'America, diciottesima gara del campionato. Per la sesta volta in stagione, il mondiale prevede la disputa di una prova a distanza di una settimana dall'altra. Dopo la tenuta della prova in Texas, in America del Nord, la prima dalla disputa del Gran Premio del Canada, il mondiale disputa un secondo appuntamento, consecutivo, in questa parte di continente. Il Gran Premio di Città del Messico è il settimo evento dopo la pausa estiva obbligatoria per squadre e piloti, nonché l'ottava gara della seconda parte di stagione, oltre a essere l'ultimo appuntamento calanderizzato nel mese di ottobre. È il quarto di cinque appuntamenti da corrersi in America del Nord, dopo i Gran Premi di Miami, Canada e Stati Uniti d'America, e prima del successivo Gran Premio di Las Vegas. Il mondiale disputa una gara sulla tipologia di tracciato permanente per il quarto weekend di gara consecutivo. Il contratto per l'inserimento della gara nel calendario mondiale, sempre all'Autodromo Hermanos Rodríguez, è stato rinnovato alla vigilia dell'edizione precedente del 2022, nel mese di ottobre, fino alla stagione 2025. Il Gran Premio è il secondo di un trittico di gare, inizialmente il secondo di questo campionato senza considerare l'annullamento del Gran Premio dell'Emilia-Romagna che avrebbe aperto il primo trittico seguito dai Gran Premi di Monaco e Spagna, posto a cavallo tra il precedente Gran Premio degli Stati Uniti d'America e il successivo Gran Premio di San Paolo. La disputa di tre Gran Premi per tre settimane consecutive avvenne, per la prima volta in assoluto nella storia della categoria, nel campionato 2018, in un'occasione, per tre volte ciascuno nel 2020 e 2021, e per una volta nella precedente stagione. Per la terza edizione consecutiva della gara, dopo quella inaugurale del 2021, il Gran Premio non presenta una sponsorizzazione nella denominazione ufficiale, risultando il terzo Gran Premio del campionato, dopo quelli d'Azerbaigian e di Monaco, a non essere oggetto di title sponsor. A questa edizione assistono 400 639 spettatori nel corso del weekend di gara, il quale rappresenta il record assoluto per il Gran Premio. Il precedente primato apparteneva all'edizione precedente del 2022, caratterizzata da una presenza di 395 902 spettatori nel fine settimana.
Presente nel calendario del campionato mondiale di Formula 1 fin dalla stagione 2021, il Gran Premio di Città del Messico vede la disputa della sua terza edizione. Inizialmente il debutto della gara era previsto durante la stagione 2020, agli inizi del mese di novembre, ma, a causa delle problematiche dettate dalla pandemia di COVID-19, la Formula 1 non poté spostarsi oltreoceano, costringendo la Federazione ad annullare tutte le tappe previste sul suolo americano, posticipando quindi il suo debutto alla stagione 2021. La denominazione del Gran Premio, nella lingua locale in spagnolo Gran Premio de la Ciudad de México rappresentò la quarantanovesima diversa denominazione utilizzata dalla Federazione per un Gran Premio nel calendario del mondiale. Gli organizzatori dell'evento e Liberty Media raggiunsero un accordo per il rinnovo del contratto e per la ridenominazione del Gran Premio del Messico in quello della città ospitante, capitale del Paese. Le difficoltà economiche manifestate, che avevano fatto temere per il rinnovo già dall'anno venturo, vengono superate grazie ad una cordata di imprenditori che supportano l'accordo. Il nuovo cambio di denominazione viene stabilito per sottolineare il sostegno fornito dal governo di Città del Messico. L'Autodromo Hermanos Rodríguez, sede della gara, è già stato oggetto, su tre diverse configurazioni, di venti edizioni valide per il campionato mondiale di Formula 1 del Gran Premio del Messico, corse dal 1963 al 1970, dal 1986 al 1992, e nuovamente dal 2015 al 2019. Fin dalla prima edizione del Gran Premio con questa denominazione, la configurazione usata del tracciato è quella introdotta nel calendario del campionato mondiale nel 2015. Il circuito si trova a 2 238 metri sul livello del mare, all'altezza più alta fra tutti i tracciati presenti nel calendario del campionato mondiale, oltre a essere il secondo più corto del mondiale, dietro al circuito di Monaco sede del Gran Premio omonimo. Il Messico rientra tra diverse nazioni ad aver ospitato almeno due Gran Premi sul proprio territorio, oltre a quello omonimo. L'unica edizione che non è stata corsa della gara fu quella inaugurale della stagione 2020, per via dalla pandemia di COVID-19.
Il pilota australiano della McLaren, Oscar Piastri, e quello statunitense della Williams, Logan Sargeant, debuttanti nella categoria in questo campionato, gareggiano per la prima volta all'Autodromo Hermanos Rodríguez. Sargeant, tuttavia, ha già girato sulla pista messicana durante la prima sessione di prove libere dell'edizione precedente del 2022, sempre con la Williams. Il pilota olandese della Red Bull Racing, Max Verstappen, è quello con il maggior numero di successi all'Autodromo Hermanos Rodríguez, con quattro vittorie. I successi sono arrivati nel 2017, 2018, 2021 e 2022. La scuderia di Milton Keynes è il team di maggior successo in Messico, grazie alle quattro vittorie nel nome di Verstappen, un trionfo in più di McLaren, Williams e Mercedes. Il team austriaco è al pari dell'ex scuderia Lotus, comprendendo il trionfo dell'edizione del 1962 non valida per il mondiale per il team inglese. Il pilota tedesco della Mercedes, Lewis Hamilton, è l'unico altro ad aver trionfato sul circuito messicano, nel 2016 e 2018. Gli ultimi sette Gran Premi corsi in Messico hanno visto altrettanti piloti differenti autori della pole position, Nico Rosberg (2015), Hamilton (2016), Sebastian Vettel (2017), Daniel Ricciardo (2018), Charles Leclerc (2019), Valtteri Bottas (2021) e Verstappen (2022). L'olandese fu inizialmente autore della pole position nel 2019, prima che fosse arretrato in griglia di partenza a causa di una penalità per il non rispetto delle bandiere gialle. Solamente Rosberg, Hamilton e Verstappen hanno vinto partendo dalla prima piazzola. Solamente dieci delle 22 gare all'Autodromo Hermanos Rodríguez sono state vinte dalla pole position, con 21 corse vinte dalle prime quattro posizioni in griglia. Alain Prost è l'unico pilota ad aver vinto partendo più indietro, dalla tredicesima posizione, nel 1990, con la Ferrari. Il terzo posto del pilota locale della Red Bull Racing Sergio Pérez, nell'edizione precedente, fu il venticinquesimo della sua carriera. Da allora ne ha ottenuti altri nove. Nel computo totale, il messicano ha vinto sei Gran Premi in carriera: l'edizione inaugurale del Gran Premio di Sakhir nel 2020 con l'ex scuderia Racing Point, e le vittorie con la scuderia austriaca nel Gran Premio d'Azerbaigian 2021, nel Gran Premio di Monaco e nel Gran Premio di Singapore della stagione 2022, e nel Gran Premio d'Arabia Saudita e nel Gran Premio d'Azerbaigian di questa stagione. La scuderia francese Alpine annuncia l'entrata nella propria Academy del pilota indiano di Formula 2 per la scuderia Campos Racing, Kush Maini. Il nuovo direttore tecnico della scuderia di Enstone è Eric Meignan, in passato alla Ferrari e alla Mercedes. Il pilota tedesco della Haas, Nico Hülkenberg, prende parte al duecentesimo Gran Premio in Formula 1. Hülkenberg ha debuttato nella stagione 2010, nel Gran Premio del Bahrein, con la Williams. Dopo non aver gareggiato nella stagione 2011, nel 2012 corre per l'ex scuderia Force India, prima di approdare l'anno successivo all'ex scuderia denominata Sauber. Dal 2014 al 2016 è nuovamente un pilota Force India, prima di firmare con l'ex scuderia denominata Renault, con cui corre dal 2017 al 2019. Nel 2020 prende parte ad alcuni Gran Premi per l'ex scuderia Racing Point da pilota subentrante. Dopo aver saltato la stagione 2021, l'anno successivo corre due Gran Premi con l'Aston Martin, sempre in sostituzione dei piloti titolari. Hülkenberg ha ottenuto una pole position, due giri veloci e 530 punti. Il miglior risultato è stato il settimo posto in classifica piloti nel 2018 e per tre volte quarto in gara.
Cinque giovani piloti prendono parte alla prima sessione di prove libere del venerdì. Il pilota di riserva dell'Alfa Romeo, di Formula 2 per il team ART Grand Prix e membro della Sauber Academy, il francese Théo Pourchaire, al posto del finlandese Valtteri Bottas, col il numero 98, il pilota di riserva dell'Alpine e di Formula 2 per il team Virtuosi Racing, l'australiano Jack Doohan, al posto del francese Pierre Gasly, con il numero 61, il pilota britannico di Formula 2 per il team Prema Racing, Oliver Bearman, e membro della Ferrari Driver Academy, alla Haas, al posto del danese Kevin Magnussen, con il numero 50, il compagno di scuderia di Bearman, il danese Frederik Vesti, alla Mercedes, al posto del britannico George Russell, con il numero 42, e il compagno di scuderia di Doohan, il francese Isack Hadjar, all'AlphaTauri, al posto del giapponese Yuki Tsunoda, con il numero 41. Per Bearman, Vesti e Hadjar si tratta del debutto in una sessione ufficiale di un Gran Premio di Formula 1. Doohan debuttò nella stessa edizione nell'edizione precedente della gara, sempre con l'Alpine. Le cinque scuderie rispecchiano quanto previsto nel regolamento sportivo valevole della stagione precedente, in cui tutte le dieci squadre iscritte al campionato hanno l'obbligo di schierare, durante le sessioni di prove libere, almeno due piloti giovani.
Alla vigilia della gara, la Federazione pubblica sul proprio sito un lungo articolo nel quale si analizzano i temi di discussione emersi dopo il precedente Gran Premio degli Stati Uniti d'America. Il pilota britannico della Mercedes, Lewis Hamilton, e quello monegasco della Ferrari, Charles Leclerc, sono stati esclusi dall’ordine d’arrivo per l’eccessivo consumo riscontrato sul fondo piatto delle due monoposto. Una situazione provocata, secondo le squadre, dalle tante sconnessioni dell’asfalto del circuito delle Americhe e dal weekend di gara caratterizzato dall'utilizzo del formato della Sprint, che avrebbe minimizzato il tempo a disposizione dei meccanici per modificare l’assetto delle vetture. Sia il team di Brackley che quello di Maranello hanno però accettato il verdetto della Federazione, riconoscendo l’irregolarità del fondo. Dopo la squalifica di questi due piloti, è emerso che anche il fondo piatto delle vetture del pilota olandese della Red Bull Racing, Max Verstappen, e di quello britannico della McLaren, Lando Norris, era stato controllato al termine della corsa. Nel loro caso però non sono state riscontrate infrazioni. Il fatto che su quattro auto controllate ben due presentassero delle irregolarità, ha fatto sorgere dei dubbi sul perché i commissari sportivi non abbiano effettuato dei controlli più approfonditi anche su altre monoposto. Secondo la Federazione, il problema evidente è rappresentato dai tempi tecnici che sono necessari per effettuare dei controlli così approfonditi. La conduzione di questi test comporta un’enorme mole di lavoro nel poco tempo a disposizione dopo la conclusione di un Gran Premio e prima che le vetture debbano essere restituite ai rispettivi team per essere smontate e trasportate alla gara successiva. Anche se viene effettuata un’ampia gamma di controlli, è impossibile coprire tutti i parametri di ogni vettura nel breve tempo a disposizione, soprattutto nei fine settimana in cui vi sono gare consecutive.
L'ex pilota di Formula 1, lo statunitense Danny Sullivan, è nominato commissario aggiunto per la gara. Ha svolto tale funzione anche in passato, l'ultima nel Gran Premio del Qatar. È la casa automobilistica tedesca Mercedes, come nella gara precedente, a fornire la safety car e la medical car.

## Prove

### Resoconto
Verstappen ha il miglior risultato, della prima sessione di prove libere. Il tempo ottenuto è di un secondo più veloce di quello migliore dell'analoga sessione, dell'edizione precedente. L'olandese ha preceduto, per meno di un decimo, Alexander Albon, mentre il pilota di casa, Pérez, ha chiuso col terzo tempo. Il messicano è sembrato più a suo agio nella simulazione di gara, ove è riuscito a tenere un passo migliore di quello del suo compagno di team. La Williams, invece, ha confermato la sua velocità in circuiti ad alto carico, come già fatto registrare a Monaco. Ha accusato dei problemi di assetto la Mercedes, mentre Théo Pourchaire, sostituto di Bottas all'Alfa Romeo, ha potuto compiere solo quattro giri, per un problema al brake-by-wire. Anche Carlos Sainz Jr. è stato penalizzato da alcune questioni tecniche, relative all'idraulica.
La situazione della prima sessione è stata ribadita anche da quella seguente. Max Verstappen è stato il migliore, ma non è risultato particolarmente competitivo nella ricerca del passo di gara, sopravanzato in questo da Sergio Pérez, che però ha chiuso solo col quinto tempo. Dietro al campione del mondo si è issato Lando Norris, a 119 millesimi. Leclerc ha colto la terza prestazione, soffrendo il deterioramento della gomma anteriore sinistra. A soli tre millesimi dal monegasco si è piazzato Bottas. Nelle prime posizioni è risalito anche Ricciardo, sesto, davanti a Lewis Hamilton. Il pilota della Mercedes ha trovato un buon bilanciamento per la gara. La sessione è stata caratterizzata anche da un breve scroscio di pioggia.
Durante le prime due sessioni di prove libere del venerdì, Esteban Ocon utilizza l'assemblaggio di una trasmissione al di fuori dell'allocazione prevista secondo il regolamento tecnico. Il pilota francese dell'Alpine non è penalizzato sulla griglia di partenza in quanto tale operazione rientra tra quelle effettuabili nel numero massimo consentito dal regolamento tecnico.
Prima della terza sessione di prove libere del sabato, sulla vettura di Lando Norris e Valtteri Bottas viene installata la settima unità relativa all'impianto di scarico. Entrambi i piloti non sono penalizzati sulla griglia di partenza in quanto i nuovi componenti installati rientrano tra quelli utilizzabili nel numero massimo stabilito dal regolamento tecnico.
Verstappen si conferma anche nella sessione del sabato. Il campione del mondo ha testato la prestazione con gomme soft, prima sul giro secco, poi proseguendo con lo stesso treno di gomme, per una simulazione di gara. Il miglior tempo, però, il pilota della Red Bull Racing l'ha colto a fine sessione, battendo Albon, per soli 70 millesimi. Al terzo posto si è classificato Pérez, che ha preceduto George Russell, con la Mercedes che è stata capace di trovare un migliore assetto, rispetto alle difficoltà della prima giornata di prove. Sono risultate meno veloci, invece, le Ferrari che, dopo aver finalizzato il lavoro della prima parte di sessione alla ricerca dell'assetto per la gara, al momento della ricerca della prestazione, hanno trovato traffico in pista. Sainz Jr. è stato anche autore di un testacoda.

### Risultati
Nella prima sessione del venerdì si è avuta questa situazione:
| Pos | Nº | Pilota          | Costruttore                | Tempo    | Gap    | Giri |
| --- | -- | --------------- | -------------------------- | -------- | ------ | ---- |
| 1   | 1  | Max Verstappen  | Red Bull Racing-Honda RBPT | 1'19"718 |        | 29   |
| 2   | 23 | Alexander Albon | Williams-Mercedes          | 1'19"813 | +0"095 | 31   |
| 3   | 11 | Sergio Pérez    | Red Bull Racing-Honda RBPT | 1'20"015 | +0"297 | 28   |

Nella seconda sessione del venerdì si è avuta questa situazione:
| Pos | Nº | Pilota          | Costruttore                | Tempo    | Gap    | Giri |
| --- | -- | --------------- | -------------------------- | -------- | ------ | ---- |
| 1   | 1  | Max Verstappen  | Red Bull Racing-Honda RBPT | 1'18"686 |        | 26   |
| 2   | 4  | Lando Norris    | McLaren-Mercedes           | 1'18"805 | +0"119 | 31   |
| 3   | 16 | Charles Leclerc | Ferrari                    | 1'18"952 | +0"266 | 33   |

Nella sessione del sabato mattina si è avuta questa situazione:
| Pos | Nº | Pilota          | Costruttore                | Tempo    | Gap    | Giri |
| --- | -- | --------------- | -------------------------- | -------- | ------ | ---- |
| 1   | 1  | Max Verstappen  | Red Bull Racing-Honda RBPT | 1'17"887 |        | 19   |
| 2   | 23 | Alexander Albon | Williams-Mercedes          | 1'17"957 | +0"070 | 19   |
| 3   | 11 | Sergio Pérez    | Red Bull Racing-Honda RBPT | 1'18"026 | +0"139 | 19   |

## Qualifiche

### Resoconto
Prima delle qualifiche, sulla vettura di Valtteri Bottas e Zhou Guanyu viene installata rispettivamente l'ottava e la settima unità relativa all'impianto di scarico. Entrambi i piloti dell'Alfa Romeo non sono penalizzati sulla griglia di partenza in quanto i nuovi componenti installati rientrano tra quelli utilizzabili nel numero massimo stabilito dal regolamento tecnico.
Kevin Magnussen fa segnare il primo tempo della Q1, con 1'19"730, mentre Pierre Gasly si piazza alle sue spalle. Scala al comando Fernando Alonso, prima di essere preceduto da Pérez; alle sue spalle sale Yuki Tsunoda. Verstappen è capace di prendere il primo posto: dietro si classifica Lewis Hamilton. Lui, il suo compagno di squadra Russell e Oscar Piastri usano gomme medie. Bottas si pone secondo, a tre decimi da Verstappen. Il pilota dell'Alfa Romeo è battuto da Ricciardo. Anche Sainz Jr. opta per le gomme a mescola media, piazzandosi sesto. Meglio fa l'altro pilota della Ferrari, Leclerc, sempre su gomme medie, terzo. La McLaren, invece, dopo la prima scelta delle medie, rilancia in pista i suoi piloti, con gomme soft. Oscar Piastri coglie la seconda prestazione di sessione, a 0"142 da Verstappen. Quest'ultimo, come Russell e Alonso, è posto sotto indagine, per essersi fermato all'uscita della corsia della pit lane. Alonso va in testacoda nel primo settore; la direzione di gara impone le bandiere gialle, che penalizza tutti i piloti che hanno affrontato la pista negli ultimi istanti di sessione. Vengono eliminati Ocon, Magnussen, Stroll, Sargeant e Norris.
Nella seconda fase Pérez ottiene il tempo di riferimento, in 1'18"124, battuto da Max Verstappen con 1'17"625. Nel frattempo molti piloti sono messi sotto indagine per aver compiuto dei giri di lancio troppo lenti, ma nessuno è sottoposto a sanzione. Russell sale terzo, precedendo di pochi millesimi Hamilton. Ricciardo s'intercala fra le due Red Bull Racing, a meno di quattro decimi dal tempo dell'olandese. Il tempo del pilota dell'AlphaTauri è battuto dal suo connazionale Piastri. Sainz Jr. chiude il suo primo tentativo col settimo tempo. Subito dietro allo spagnolo si classifica Leclerc. Valtteri Bottas scala quinto, mentre sono in difficoltà Gasly e Alonso, ultimi alle spalle di Hülkenberg, escludendo Tsunoda che, penalizzato per aver sostituito delle parti della power unit, sa che dovrà partire dalla retrovie. Tutti i piloti tentano di migliorare la loro prestazione, ad eccezione di Verstappen, ma con Gasly che, procedendo lentamente, blocca gli altri nella corsia dei box. Sainz Jr. non si migliora, a causa di un errore di guida, mentre Leclerc rimonta terzo. Meglio fa Daniel Ricciardo, che termina a soli 0"081 da Verstappen. George Russell s'intercala fra i due, mentre Hamilton è addirittura capace di battere il tempo del campione del mondo. Albon s'inserisce nei primi dieci, ma il suo tempo viene cancellato, per aver superato i limiti della pista. Non passano, inoltre, alla Q3, Gasly, Hülkenberg, Alonso e Tsunoda.
Nella terza fase Pérez chiude la sua prima prestazione in 1'17"788, immediatamente battuto dal suo compagno di team, Verstappen (1'17"286). Anche Ricciardo batte il tempo del messicano, prima che Sainz Jr. porti il limite a 1'17"233. Leclerc fa anche meglio dell'altro ferrarista (1'17"166). Russell è quinto, mentre Piastri è ottavo. L'unico che prova per un solo giro rapido è Zhou, che coglie il nono tempo. Col secondo tentativo le Ferrari non migliorano, così come Ricciardo, mentre Pérez è quinto. Verstappen, invece, migliora, ma resta a un decimo dal tempo del monegasco. Piastri abortisce il tempo, mentre Russell sale settimo, e Hamilton sesto.
Charles Leclerc conquista la ventiduesima pole position in carriera, la seconda consecutiva e la quarta in stagione, eguagliando il numero delle partenze al palo di Alonso, al quattordicesimo posto nella classifica di tutti i tempi. Per la Ferrari è la duecentoquarantottesima partenza in prima posizione della storia, la duecentocinquantesima come fornitore di motore, la seconda consecutiva e la sesta del campionato. Per la scuderia di Maranello è la prima pole position in Messico dal campionato 2019 proprio con il monegasco, e la quarta complessiva all'Autodromo Hermanos Rodríguez. Verstappen, terzo, ha trionfato nell'edizione 2021 della gara partendo dalla stessa posizione. Ricciardo parte quarto, permettendo all'AlphaTauri di figurare nei primi quattro per la prima volta da Gasly nel Gran Premio del Qatar 2021. Il precedente miglior risultato in qualifica per il team di Faenza fu l'ottava posizione di Tsunoda nel Gran Premio d'Azerbaigian. Per l'australiano è la miglior prestazione in Q3 dal Gran Premio del Belgio 2021. Ricciardo partì quarto per l'ultima volta nel Gran Premio d'Italia 2022. Pérez è qualificato quinto, al peggior risultato in qualifica nel Gran Premio di casa dal 2019, 0"160 più lento del compagno di scuderia. Hamilton, con la sesta posizione, si qualifica per la prima volta sotto la terza posizione sul circuito messicano. Il britannico conduce 10-9 il duello testa a testa con il compagno di squadra Russell in qualifica. Piastri è settimo; nessuna vettura della McLaren è presente nelle prime sei posizioni solamente per la seconda volta nelle ultime undici gare dopo il Gran Premio d'Italia. Russell è ottavo dopo essere partito dalla prima fila nell'edizione precedente. Bottas è nono, e mantiene il record di figurare in Q3 tutte le volte che ha guidato su questa pista. Il finlandese vince il duello testa a testa in qualifica con il compagno di scuderia Zhou, per 12-7. Il cinese è decimo, alla sua seconda apparizione in Q3 in stagione, dopo la miglior posizione di qualifica in carriera nel Gran Premio d'Ungheria, con il quinto posto. Con l'undicesima posizione di Gasly, nessuna delle due Alpine è presente in Q3 dopo che entrambe le vetture erano presenti nei primi dieci negli ultimi due precedenti Gran Premi. Il francese vince il duello testa a testa in qualifica con il connazionale Ocon. Hülkenberg è dodicesimo, pareggiando la posizione di partenza più bassa in Messico in sei partecipazioni. Alonso si piazza tredicesimo, non essendo riuscito a raggiungere la Q3 anche nel precedente Gran Premio degli Stati Uniti d'America dopo essersi qualificato tra i primi dieci nelle prime diciassette gare del campionato. Albon è quattordicesimo, avendo inizialmente raggiunto la Q3 fino a quando il suo tempo è stato cancellato per aver superato i limiti della pista. Ocon viene eliminato in Q1 per la terza volta nelle ultime sette gare dopo il Gran Premio d'Olanda e il Gran Premio d'Italia. Magnussen è eliminato nella prima fase per l'undicesima volta in stagione, mentre Sargeant per la quattordicesima. Stroll manca l'accesso al Q2 per la quinta volta consecutiva su questa pista, mentre Norris è eliminato nel primo segmento per la terza volta in campionato dopo il Gran Premio d'Arabia Saudita e il Gran Premio di Miami. Leclerc, che ottiene due partenze al palo di fila per la prima volta in campionato, diventa il primo pilota a siglare due pole position sul circuito messicano da quando quest'ultimo è tornato a far parte del calendario del campionato mondiale nel 2015. Per il monegasco è il primo piazzamento in prima fila della stagione in un Gran Premio in cui non è prevista la disputa della Sprint. Tutte le vittorie di Leclerc sono arrivate dopo essere partito in prima fila. Il monegasco vince il duello testa a testa in qualifica con il compagno di scuderia Sainz Jr. superandolo per la dodicesima volta in stagione. Lo spagnolo vinse il Gran Premio di Singapore partendo dalla prima fila, anche se era in pole position. Per la Ferrari è la prima doppietta in qualifica dal Gran Premio di Monaco 2022, l'ottantatreesima nella storia del mondiale, eguagliando la Mercedes al primo posto nella classifica di tutti i tempi. La Ferrari occupò le prime due file in qualifica l'ultima volta nel Gran Premio degli Stati Uniti d'America 2022, prima che Leclerc fosse retrocesso in griglia di partenza a causa di una penalità. Per la sesta volta nelle ultime otto gare in Messico, la prima fila è occupata dallo stesso costruttore in qualifica. La Mercedes occupò tutta la prima fila nel 2015, 2016 e 2021, la Red Bull Racing nel 2018 e la Ferrari nel 2019.
Al termine delle qualifiche, George Russell, Max Verstappen e Fernando Alonso vengono convocati dai commissari sportivi per aver ostacolato altre vetture all'uscita della pit lane e per non aver seguito le istruzioni stabilite dalla direzione gara, durante la Q1. I tre piloti non ricevono sanzioni. Logan Sargeant viene convocato per aver superato Yuki Tsunoda sotto il regime di bandiere gialle dopo la curva 3, durante la Q1. Il pilota statunitense viene penalizzato di dieci posizioni sulla griglia di partenza e di due punti sulla superlicenza. Lewis Hamilton viene convocato per non aver rallentato sotto il regime di bandiere gialle alla curva 3, durante la Q1. Il pilota britannico non riceve sanzioni. La Williams e Tsunoda vengono convocati per dell'attrezzatura del costruttore britannico colpita dalla vettura del pilota giapponese in pit lane, durante la Q2. La Williams viene multata di 20 000 euro da parte della Federazione, di cui 10 000 euro sospesi per un periodo di dodici mesi salvo che non sussistano ulteriori violazioni dell'articolo 5 del regolamento sportivo. L'Alfa Romeo è stata multata di 500 euro in quanto Zhou Guanyu ha superato il limite di velocità stabilito in pit lane.
Sono stati cancellati quattro tempi dai commissari sportivi ai piloti per non aver rispettato i limiti della pista, durante le qualifiche. Si sono visti cancellare il tempo due volte Logan Sargeant (una volta alla curva 12 e una volta alla curva 11), una volta Lewis Hamilton (alla curva 11) e Alexander Albon (alla curva 2). George Russell, Lando Norris e Zhou Guanyu non ricevono sanzioni da parte dei commissari sportivi, per non aver rispettato le istruzioni stabilite dalla direzione gara. Tutti i piloti hanno superato il tempo limite di un minuto e 36 secondi valevole tra la seconda linea della safety car e la prima di essa. I tre piloti hanno superato il tempo limite rispettivmente nel corso del settimo, sesto e quinto giro, durante la Q1.

### Risultati
Nella sessione di qualifica si è avuta questa situazione:
| Pos                         | Nº | Pilota           | Costruttore                  | Q1          | Q2          | Q3       | Griglia |
| --------------------------- | -- | ---------------- | ---------------------------- | ----------- | ----------- | -------- | ------- |
| 1                           | 16 | Charles Leclerc  | Ferrari                      | 1'18"401    | 1'17"901    | 1'17"166 | 1       |
| 2                           | 55 | Carlos Sainz Jr. | Ferrari                      | 1'18"755    | 1'18"382    | 1'17"233 | 2       |
| 3                           | 1  | Max Verstappen   | Red Bull Racing-Honda RBPT   | 1'18"099    | 1'17"625    | 1'17"263 | 3       |
| 4                           | 3  | Daniel Ricciardo | AlphaTauri-Honda RBPT        | 1'18"341    | 1'17"706    | 1'17"382 | 4       |
| 5                           | 11 | Sergio Pérez     | Red Bull Racing-Honda RBPT   | 1'18"553    | 1'18"124    | 1'17"423 | 5       |
| 6                           | 44 | Lewis Hamilton   | Mercedes                     | 1'18"677    | 1'17"571    | 1'17"454 | 6       |
| 7                           | 81 | Oscar Piastri    | McLaren-Mercedes             | 1'18"241    | 1'17"874    | 1'17"623 | 7       |
| 8                           | 63 | George Russell   | Mercedes                     | 1'18"893    | 1'17"673    | 1'17"674 | 8       |
| 9                           | 77 | Valtteri Bottas  | Alfa Romeo-Ferrari           | 1'18"429    | 1'18"016    | 1'18"032 | 9       |
| 10                          | 24 | Zhou Guanyu      | Alfa Romeo-Ferrari           | 1'19"016    | 1'18"440    | 1'18"050 | 10      |
| 11                          | 10 | Pierre Gasly     | Alpine-Renault               | 1'18"945    | 1'18"521    | N.D.     | 11      |
| 12                          | 27 | Nico Hülkenberg  | Haas-Ferrari                 | 1'18"969    | 1'18"524    | N.D.     | 12      |
| 13                          | 14 | Fernando Alonso  | Aston Martin Aramco-Mercedes | 1'18"848    | 1'18"738    | N.D.     | 13      |
| 14                          | 23 | Alexander Albon  | Williams-Mercedes            | 1'18"828    | 1'19"147    | N.D.     | 14      |
| 15                          | 22 | Yuki Tsunoda     | AlphaTauri-Honda RBPT        | 1'18"890    | senza tempo | N.D.     | 18      |
| 16                          | 31 | Esteban Ocon     | Alpine-Renault               | 1'19"080    | N.D.        | N.D.     | 15      |
| 17                          | 20 | Kevin Magnussen  | Haas-Ferrari                 | 1'19"163    | N.D.        | N.D.     | 16      |
| 18                          | 18 | Lance Stroll     | Aston Martin Aramco-Mercedes | 1'19"227    | N.D.        | N.D.     | PL      |
| 19                          | 4  | Lando Norris     | McLaren-Mercedes             | 1'21"554    | N.D.        | N.D.     | 17      |
| Tempo limite 107%: 1'23"565 |    |                  |                              |             |             |          |         |
| NQ                          | 2  | Logan Sargeant   | Williams-Mercedes            | senza tempo | N.D.        | N.D.     | 19      |

In grassetto sono indicate le migliori prestazioni in Q1, Q2 e Q3.

## Gara

### Resoconto
Prima della gara, sulla vettura di Lance Stroll, qualificatosi in diciottesima posizione, vengono installati elementi con specifiche diverse da quelle originariamente utilizzate, insieme alla modifica al setup delle sospensioni con la vettura sotto il regime di parco chiuso. Il pilota canadese dell'Aston Martin è costretto a partire dalla pit lane. Il costruttore britannico è stato multato di 100 euro da parte della Federazione in quanto Fernando Alonso ha superato il limite di velocità stabilito nella corsia dei box durante i giri di ricognizione prima di schierarsi sulla griglia di partenza.
Al via le due Ferrari sono infilate da Verstappen che si porta al comando. Alla prima staccata Sergio Pérez tenta di passare Leclerc dall'esterno, ma le due vetture vanno a contatto. Ha la peggio il messicano che è costretto al ritiro, dopo essere rientrato ai box. Alle spalle del monegasco, che ha la vettura danneggiata nell'alettone anteriore, e di Sainz Jr., c'è Ricciardo, seguito da Hamilton, Piastri e Russell. I detriti lasciati dalla Red Bull Racing del pilota di casa, e da Leclerc, impongono la virtual safety car, nel corso del quinto giro. La graduatoria resta immutata fino all'undicesimo passaggio, quando Hamilton passa Daniel Ricciardo. Al ventesimo giro Verstappen si ferma, per passare alle gomme dure. Il campione del mondo rientra in gara settimo, ma supera presto Russell, Piastri e Ricciardo. Nel frattempo, al venticinquesimo giro, Lewis Hamilton effettua la sua sosta, passando anche lui a gomme a mescola hard. Nei giri successivi si fermano anche Piastri e Russell.
Al ventinovesimo giro Verstappen prende la seconda posizione a Carlos Sainz Jr.. Tra il trentunesimo e trentaduesimo giro si fermano le due Ferrari. Dopo le soste Hamilton si trova davanti a Sainz Jr.. Poco dopo Kevin Magnussen perde il controllo della sua Haas nella parte mista del tracciato a causa del cedimento della sospensione della gomma posteriore sinistra. La direzione di gara prima invia in gara la safety car, poi decide di interrompere la gara con bandiera rossa. Nel frattempo Verstappen aveva approfittato del regime di vettura di sicurezza, per effettuare la sua seconda sosta. Per la seconda partenza, che avviene da fermo, scelgono le gomme medie Hamilton, Piastri, Russell, Nico Hülkenberg, Norris, Albon, Ocon e Sargeant; gli altri ripartono con le dure. Verstappen mantiene il comando, davanti a Leclerc, Hamilton, Sainz Jr. e Ricciardo. Russell è capace subito di superare Piastri e Ricciardo. Al quarantesimo giro Hamilton ha la meglio su Charles Leclerc.
George Russell prova, senza successo, ad attaccare Sainz Jr., così come Yuki Tsunoda insidia Oscar Piastri. Il giapponese, al quarantanovesimo giro, va lungo alla prima curva, dopo un attacco senza successo, e sprofonda in classifica. Al cinquantaseiesimo giro Piastri cede la posizione al più veloce Lando Norris, suo compagno di scuderia, che in pochi giri è risalito dal quattordicesimo al settimo posto. Quattro giri dopo Norris supera anche Ricciardo. A cinque giri dal termine il pilota della McLaren prende la quinta piazza al connazionale Russell. All'ultimo giro Hamilton coglie il giro veloce.
Max Verstappen vince il cinquantunesimo Gran Premio in carriera, il quarto appuntamento consecutivo e il sedicesimo della stagione, nonché il terzo successo consecutivo nel Gran Premio di Città del Messico, e il quinto totale all'Autodromo Hermanos Rodríguez. Il tre volte campione del mondo eguaglia i successi nella storia della categoria di Alain Prost, al quarto posto nella classifica di tutti i tempi, portandosi a due lunghezze dalle vittorie di Sebastian Vettel. Per la Red Bull Racing è la diciottesima vittoria in campionato, la quarta consecutiva, la centodecima della propria storia e la terza consecutiva in questo appuntamento. La scuderia di Milton Keynes diventa il costruttore con il maggior numero di successi in Messico, con cinque. Hamilton, secondo per il terzo appuntamento consecutivo in Messico, ottiene il giro più veloce nel corso dell'ultimo giro, ora distante venti punti da Pérez nel duello per il secondo posto in classifica piloti. Per il britannico, al sesto podio in stagione, è stato solo il secondo podio ufficiale nelle ultime nove gare, dopo la squalifica dalla seconda posizione nel precedente Gran Premio degli Stati Uniti d'America. Il terzo posto di Leclerc, per il quarto podio in stagione, e alla centesima partenza in Gran Premio con la Ferrari, è stato il suo primo podio nel formato tradizionale del weekend di gara in stagione. Il monegasco conquista il primo podio dal Gran Premio del Belgio. Sainz Jr. è quarto e ha concluso sesto, quinto e quarto negli ultimi tre Gran Premi corsi in Messico. Lo spagnolo supera il connazionale Alonso per il quarto posto in classifica piloti, a pari punti. Norris, dopo essere partito diciassettesimo, chiude in quinta posizione, per il maggior numero di posizioni che abbia mai guadagnato in gara, dopo il suo miglior risultato precedente di nove posizioni guadagnate nel Gran Premio di Sakhir 2020. Il britannico vince il premio del pilota del giorno per la seconda gara di fila, nonché il quarto Gran Premio consecutivo in cui il riconoscimento è assegnato ai piloti della McLaren, per due volte ciascuno. La sesta posizione di Russell gli permette di ottenere punti per la quindicesima volta in stagione, nel quale solo in un'occasione è arrivato il piazzamento a podio. La settima posizione di Ricciardo è stato il miglior risultato in stagione per l'AlphaTauri, la quale balza dal fondo della classifica costruttori all'ottavo posto, a pari punti con l'Alfa Romeo. L'australiano, che ottiene i primi punti in stagione, ha completato più giri nelle prime cinque posizioni di quanti la scuderia di Faenza fosse riuscita a completarne in tutte le altre gare messe insieme. Piastri ottiene l'ottavo posto e per la prima volta in carriera conquista punti nella stessa posizione per due volte, dopo quanto accaduto nel Gran Premio d'Australia. Albon termina nono come nel precedente Gran Premio degli Stati Uniti d'America per il settimo piazzamento a punti dell'anno. Ocon chiude decimo, ottenendo il suo decimo piazzamento a punti della stagione. Per Pérez, ritirato nel Gran Premio di casa, è il secondo ritiro nelle ultime quattro gare, mentre per Alonso è il secondo ritiro consecutivo. L'Aston Martin non ottiene punti con entrambe le vetture solamente per la seconda volta in stagione. Verstappen vince il Gran Premio dopo essere partito dalla terza posizione, come nell'edizione del 2021, annata in cui conquistò il primo titolo iridato. Egli stabilisce il nuovo record quale pilota con il maggior numero di successi in una singola stagione, con sedici. L'olandese estende a trentotto gare, la seconda striscia più lunga di tutti i tempi, nel quale ottiene punti consecutivamente, con la serie iniziata nel Gran Premio dell'Emilia-Romagna 2022. Il leader del campionato trionfa per la quinta volta all'Autodromo Hermanos Rodríguez, diventando la pista, insieme al circuito del Red Bull Ring, dove ha ottenuto più successi. Verstappen vince per la decima volta un Gran Premio in cui l'autore della pole position è stato Leclerc, e per la trentunesima volta dall'inizio del 2022, pari al totale delle vittorie in carriera di Nigel Mansell. L'ultima curva del tracciato che è stata guidata da Verstappen è intitolata proprio al britannico. L'olandese eguaglia il proprio record stagionale del campionato 2021 del maggior numero di podi conquistati, con diciotto. Verstappen e Hamilton estendono a cinquantotto il numero record di volte in cui hanno condiviso il podio. Il tre volte campione del mondo supera Alain Prost portandosi al quinto posto nella classifica di tutti i tempi per il maggior numero di giri condotti in testa, con 2 709. La Red Bull Racing, con il diciottesimo trionfo in stagione e il duecentosessantesimo podio, si porta a una lunghezza dal record detenuto dalla Mercedes della stagione 2021. Il costruttore austriaco ottiene trentaquattro vittorie dall'inizio del campionato precedente. Nelle sue ultime undici pole position Leclerc non è riuscito poi a vincere il Gran Premio, il quale è sempre stato vinto dalla Red Bull Racing, per la seconda serie più lunga della storia, dietro a René Arnoux, il quale non è riuscito a vincere dopo tredici pole position tra il 1979 e il 1982. Verstappen conduce la classifica piloti con 251 punti sul secondo classificato, il compagno di scuderia Pérez, un divario maggiore del distacco che separa tutti gli altri piloti in campionato. Sul messicano, Verstappen ha un margine di più del doppio dei punti fin qui ottenuti dal secondo pilota della Red Bull Racing. Verstappen, primo, e Hamilton, secondo, tagliano il traguardo nelle stesse posizioni del precedente Gran Premio degli Stati Uniti d'America, nel quale successivamente il britannico fu squalificato. I due terminano primo e secondo, in qualsiasi ordine, per la trentaseiesima volta, estendendo il loro record attuale nella categoria. Hamilton ottiene il sessantacinquesimo giro più veloce in carriera, a dodici lunghezze dal record di tutti i tempi appartenente a Michael Schumacher. Per la Gran Bretagna è il settecentocinquantesimo podio nella storia del mondiale. È stato il terzo Gran Premio della stagione, l'ottantaquattresimo in totale nella storia della categoria, oggetto dell'interruzione con bandiera rossa, dopo quello d'Australia, sospeso per tre volte durante la gara, e quello d'Olanda. Per il terzo Gran Premio di Città del Messico consecutivo, il podio vede gli stessi primi due piloti classificati. Per la prima volta dal 2015, stagione in cui la categoria è tornata a gareggiare in Messico, si è trattato del Gran Premio con il tempo di durata maggiore, il quinto complessivo dopo le corse nel Paese dal 1963, quella inaugurale, al 1966.
Sono stati cancellati nove tempi dai commissari sportivi ai piloti per non aver rispettato i limiti della pista, durante la gara. Si sono visti cancellare il tempo tre volte Yuki Tsunoda (due volte alla curva 1 e una volta alla curva 12), due volte Kevin Magnussen (una volta alla curva 2 e una volta alla curva 17) e Logan Sargeant (entrambe le volte alla curva 2), una volta George Russell (alla curva 12) e Carlos Sainz Jr. (alla curva 2).

### Risultati
I risultati del Gran Premio sono i seguenti:
| Pos | Nº | Pilota           | Costruttore                  | Giri | Tempo/Ritiro        | Griglia | Punti |
| --- | -- | ---------------- | ---------------------------- | ---- | ------------------- | ------- | ----- |
| 1   | 1  | Max Verstappen   | Red Bull Racing-Honda RBPT   | 71   | 2h02'30"814         | 3       | 25    |
| 2   | 44 | Lewis Hamilton   | Mercedes                     | 71   | +13"875             | 6       | 19    |
| 3   | 16 | Charles Leclerc  | Ferrari                      | 71   | +23"124             | 1       | 15    |
| 4   | 55 | Carlos Sainz Jr. | Ferrari                      | 71   | +27"154             | 2       | 12    |
| 5   | 4  | Lando Norris     | McLaren-Mercedes             | 71   | +33"266             | 17      | 10    |
| 6   | 63 | George Russell   | Mercedes                     | 71   | +41"020             | 8       | 8     |
| 7   | 3  | Daniel Ricciardo | AlphaTauri-Honda RBPT        | 71   | +41"570             | 4       | 6     |
| 8   | 81 | Oscar Piastri    | McLaren-Mercedes             | 71   | +43"104             | 7       | 4     |
| 9   | 23 | Alexander Albon  | Williams-Mercedes            | 71   | +48"573             | 14      | 2     |
| 10  | 31 | Esteban Ocon     | Alpine-Renault               | 71   | +1'02"879           | 15      | 1     |
| 11  | 10 | Pierre Gasly     | Alpine-Renault               | 71   | +1'06"208           | 11      |       |
| 12  | 22 | Yuki Tsunoda     | AlphaTauri-Honda RBPT        | 71   | +1'18"982           | 18      |       |
| 13  | 27 | Nico Hülkenberg  | Haas-Ferrari                 | 71   | +1'20"309           | 12      |       |
| 14  | 24 | Zhou Guanyu      | Alfa Romeo-Ferrari           | 71   | +1'21"676           | 10      |       |
| 15  | 77 | Valtteri Bottas  | Alfa Romeo-Ferrari           | 71   | +1'25"597           | 9       |       |
| 16  | 2  | Logan Sargeant   | Williams-Mercedes            | 70   | Pompa della benzina | 19      |       |
| 17  | 18 | Lance Stroll     | Aston Martin Aramco-Mercedes | 66   | Danni da incidente  | PL      |       |
| Rit | 14 | Fernando Alonso  | Aston Martin Aramco-Mercedes | 47   | Danni da incidente  | 13      |       |
| Rit | 20 | Kevin Magnussen  | Haas-Ferrari                 | 31   | Incidente           | 16      |       |
| Rit | 11 | Sergio Pérez     | Red Bull Racing-Honda RBPT   | 1    | Danni da incidente  | 5       |       |

Lewis Hamilton riceve un punto addizionale per aver segnato il giro più veloce della gara.

## Classifiche mondiali

### Piloti
| Pos | Pilota           | Punti |
| --- | ---------------- | ----- |
| 1   | Max Verstappen   | 491   |
| 2   | Sergio Pérez     | 240   |
| 3   | Lewis Hamilton   | 220   |
| 4   | Carlos Sainz Jr. | 183   |
| 5   | Fernando Alonso  | 183   |
| 6   | Lando Norris     | 169   |
| 7   | Charles Leclerc  | 166   |
| 8   | George Russell   | 151   |
| 9   | Oscar Piastri    | 87    |
| 10  | Pierre Gasly     | 56    |
| 11  | Lance Stroll     | 53    |
| 12  | Esteban Ocon     | 45    |
| 13  | Alexander Albon  | 27    |
| 14  | Valtteri Bottas  | 10    |
| 15  | Nico Hülkenberg  | 9     |
| 16  | Yuki Tsunoda     | 8     |
| 17  | Daniel Ricciardo | 6     |
| 18  | Zhou Guanyu      | 6     |
| 19  | Kevin Magnussen  | 3     |
| 20  | Liam Lawson      | 2     |
| 21  | Logan Sargeant   | 1     |

### Costruttori
| Pos | Costruttore                  | Punti |
| --- | ---------------------------- | ----- |
| 1   | Red Bull Racing-Honda RBPT   | 731   |
| 2   | Mercedes                     | 371   |
| 3   | Ferrari                      | 349   |
| 4   | McLaren-Mercedes             | 256   |
| 5   | Aston Martin Aramco-Mercedes | 236   |
| 6   | Alpine-Renault               | 101   |
| 7   | Williams-Mercedes            | 28    |
| 8   | AlphaTauri-Honda RBPT        | 16    |
| 9   | Alfa Romeo-Ferrari           | 16    |
| 10  | Haas-Ferrari                 | 12    |

## Decisioni della FIA
Al termine della gara, Charles Leclerc viene convocato dai commissari sportivi per aver guidato in condizioni non sicure con l'alettone anteriore danneggiato per via del contatto nel corso del primo giro alla curva 1 con il pilota messicano della Red Bull Racing, Sergio Pérez. Il pilota monegasco della Ferrari non riceve sanzioni. Lance Stroll e Valtteri Bottas vengono convocati a seguito di una collisione in fase di duello tra i due piloti tra la curva 13 e la curva 14. Il pilota finlandese dell'Alfa Romeo è penalizzato di cinque secondi sul tempo di gara e di due punti sulla superlicenza. Bottas, quattordicesimo all'arrivo, scala di una posizione. Yuki Tsunoda e Oscar Piastri non ricevono sanzioni in due occasioni; nel primo caso a seguito di una collisione tra i due piloti in fase di duello alla curva 2, nel secondo caso a seguito di un'altra collisione tra i due alla curva 1.